# وزارت فوائد عامه (افغانستان)
وزارت فوائد عامه افغانستان یکی از وزارتخانه‌های سابق دولت افغانستان بود که وظیفه پیشرفت و گسترش افغانستان دربخش جاده‌سازی، طرح خدمت رسانی و طراحی پروژه‌ها، حفظ و مراقبت شاهراه‌های کشور در هر موسم سال، قرارداد با شرکت‌های خصوصی، اداره و نظارت از نقشه گذاری خط آهن و ترمیم جاده‌ها، پل‌ها و ساختمان‌ها را بر عهده داشت. این وزارتخانه در سال ۱۳۹۷، به فرمان رئیس‌جمهور افغانستان محمد اشرف غنی با وزارت حمل و نقل افغانستان، ادارات هوانوردی ملکی، خط آهن و ریاست ترافیک وزارت امور داخله ادغام و وزارت حمل و نقل افغانستان ایجاد شد.

## دورنما
دورنمای این وزارت ایجاد یک شبکه مصون، مؤثر و کارای سرک در افغانستان که شامل شاهراه‌های منطقه‌ای، شاهراه‌های ملی، و سرک‌های لایتی به شمول پل‌ها بوده و یک بخش خیلی عمده حمل و نقل را برای مردم افغانستان تشکیل می‌دهد، می‌باشد.

## وزیران
| شماره                                  | تصویر | وزیر               | تصدی          | مدت    | حزب        | رئیس دولت       |
| -------------------------------------- | ----- | ------------------ | ------------- | ------ | ---------- | --------------- |
| پادشاهی افغانستان (۱۹۲۶–۱۹۷۲)          |       |                    |               |        |            |                 |
| ۱                                      |       | الله‌نواز خان       | ۱۹۳۳ ۱۹۳۴     | ۱ سال  | مستقل      | محمد نادرشاه    |
| ۲                                      |       | عبدالرحیم خان      | ۱۹۳۴ ۱۹۳۸     | ۴ سال  | مستقل      | سردار هاشم‌خان   |
| ۳                                      |       | عبدالحسین عزیز     | ۱۹۳۸ ۱۹۴۱     | ۳ سال  | مستقل      | سردار هاشم‌خان   |
| ۴                                      |       | محمدکبیر لودین     | ۱۹۴۱ ۱۹۴۹     | ۸ سال  | مستقل      | سردار هاشم‌خان   |
| ۵                                      |       | محمدنعیم خان       | ۱۹۴۹ ۱۹۵۱     | ۲ سال  | مستقل      | سردار شاه‌محمود  |
| ۶                                      |       | محمداکرم پرونت     | ۱۹۵۱ ۱۹۵۳     | ۲ سال  | مستقل      | سردار شاه‌محمود  |
| ۷                                      |       | عبدالحکیم علمی     | ۱۹۵۳ ۱۹۵۵     | ۲ سال  | مستقل      | سردار داوودخان  |
| ۸                                      |       | محمدکبیر خان       | ۱۹۵۵ ۱۹۶۲     | ۷ سال  | مستقل      | سردار داوودخان  |
| ۹                                      |       | محمدعظیم گران      | ۱۹۶۲ ۱۹۶۵     | ۲ سال  | مستقل      | سردار داوودخان  |
| ۱۰                                     |       | احمدالله خان       | ۱۹۶۵ ۱۹۶۷     | ۲ سال  | مستقل      | هاشم میوندوال   |
| ۱۱                                     |       | محمدحسین مسا       | ۱۹۶۷ ۱۹۶۹     | ۲ سال  | شعله جاوید | نوراحمد اعتمادی |
| ۱۲                                     |       | محمدیعقوب لعلی     | ۱۹۶۹ ۱۹۷۰     | ۲ سال  | شعله جاوید | نوراحمد اعتمادی |
| ۱۳                                     |       | خوازک زلمی         | ۱۹۷۰ ۱۹۷۲     | ۲ سال  | مستقل      | عبدالظاهر       |
| جمهوری افغانستان (۱۹۷۲–۱۹۷۸)           |       |                    |               |        |            |                 |
| ۱۴                                     |       | غوث‌الدین فایق      | ۱۹۷۲ ۱۹۷۸     | ۶ سال  | انقلاب ملی | محمد داوودخان   |
| جمهوری دموکراتیک افغانستان (۱۹۷۸–۱۹۹۲) |       |                    |               |        |            |                 |
| ۱۵                                     |       | غلام‌دستگیر پنجشیری | ۱۹۷۸ ۱۹۷۹     | ۱ سال  | ح.د.خ. ا   | نورمحمد تره‌کی   |
| ۱۶                                     |       | نظر محمد           | ۱۹۷۹ ۱۹۹۱     | ۱۲ سال | ح.د.خ. ا   | سلطان‌علی کشتمند |
| ۱۷                                     |       | فقیرمحمد نیکزاد    | ۱۹۹۱ ۱۹۹۲     | ۲ سال  | حزب وطن    | محمد نجیب‌الله   |
| دولت اسلامی افغانستان (۱۹۹۲–۲۰۰۱)      |       |                    |               |        |            |                 |
| ۱۸                                     |       | محمدالله شریفی     | ۱۹۹۲ ۱۹۹۶     | ۴ سال  | حزب اسلامی | گلبدین حکمتیار  |
| امارت اسلامی افغانستان (۱۹۹۶–۲۰۰۱)     |       |                    |               |        |            |                 |
| ۱۹                                     |       | محمدالله ورور      | ۱۹۹۶ ۱۹۹۸     | ۲ سال  | طالبان     | ملا عمر         |
| ۲۰                                     |       | احمدالله نانی      | ۱۹۹۸ ۲۰۰۱     | ۳ سال  | طالبان     | ملا عمر         |
| جمهوری اسلامی افغانستان (۲۰۰۱–اکنون)   |       |                    |               |        |            |                 |
| ۲۱                                     |       | عبدالله علی        | ۲۰۰۱ ۲۰۰۴     | ۳ سال  | مستقل      | حامد کرزی       |
| ۲۲                                     |       | سهراب‌علی صفری      | ۲۰۰۴ ۲۰۱۰     | ۶ سال  | مستقل      | حامد کرزی       |
| ۲۳                                     |       | عبدالقدوس حمیدی    | ۲۰۱۰ ۲۰۱۱     | ۱ سال  | مستقل      | حامد کرزی       |
| ۲۴                                     |       | نجیب‌الله اوژن      | ۲۰۱۱ ۲۰۱۳     | ۲ سال  | مستقل      | حامد کرزی       |
| ۲۵                                     |       | محمود بلیغ         | ۲۰۱۳{سخ}}۲۰۱۵ | ۲ سال  | حزب وحدت   | حامد کرزی       |